# Hiroshi Ozawa
Hiroshi Ozawa (jap. 小沢 洋, Ozawa Hiroshi; * 1950 in der Präfektur Saitama) ist außerordentlicher Professor an der Tōkyō Rika Daigaku, Fachbuchautor und Kendōlehrer mit dem 8. Dan kyoshi. 
Ozawa reist regelmäßig, um Kendolehrgänge außerhalb Japans abzuhalten. Neben Büchern über Samurai-Ethik schrieb er auch ein verbreitetes Kendobuch in englischer Sprache.